# Aquatica (geslacht)
Aquatica is een geslacht van kevers uit de familie glimwormen (Lampyridae). Het geslacht werd voor het eerst wetenschappelijk beschreven in 2010 door Fu, Ballantyne en Lambkin.

## Soorten
- Aquatica lateralis (Motschulsky, 1860)
  - =[1] Luciola lateralis Motschulsky, 1860[2]
- Aquatica ficta (Olivier, 1909)
  - =[1] Luciola ficta Olivier, 1909[3]
- Aquatica hydrophila (Jeng et al., 2003)
  - =[1] Luciola hydrophila Jeng et al., 2003[4]
- Aquatica leii (Fu & Ballantyne, 2006)
  - =[1] Luciola leii Fu & Ballantyne, 2006[5]
- Aquatica wuhana Fu, Ballantyne & Lambkin, 2010